# Завіти Ільїча (смт)
Заві́ти Ільїча́ (рос. Заветы Ильича) — селище міського типу у складі Совєтсько-Гаванського району Хабаровського краю, Росія. Адміністративний центр та єдиний населений пункт Завіто-Ільїчівського міського поселення.

## Географія
Розташоване у східній частині краю за 7 км на північ від міста Совєтська Гавань, на березі бухти Постова, бухти Бошняка і бухти Північна затоки Совєтська гавань.
Відстань до найближчої залізничної станції Совгавань-Сортувальна — 3 км (пасажирське сполучення з Комсомольськом-на-Амурі, Хабаровськом і рештою країни). На станції Совгавань-Сортувальна є контейнерний термінал.
По західній околиці селища проходить автодорога місцевого значення 08А-4 Совєтська Гавань — Ваніно, з виїздом на автодорогу 08А-1 до Хабаровська.

### Клімат
Клімат помірний, мусонний. Зима холодна і сніжна, в той же час літо прохолодне, дощове. На узбережжі Татарської протоки і затоки Совєтська Гавань часті тумани.
Клімат прирівняний до районів Крайньої Півночі.

## Історія
Спочатку смт Завіти Ільїча — рибальське селище Новоастраханське, засноване на початку 1920-их років. У 1934 році колгосп був перейменований в Заповіт Ілліча. У 1934 році був сформований Совгаванский укріплений район берегової оборони (УР БО).

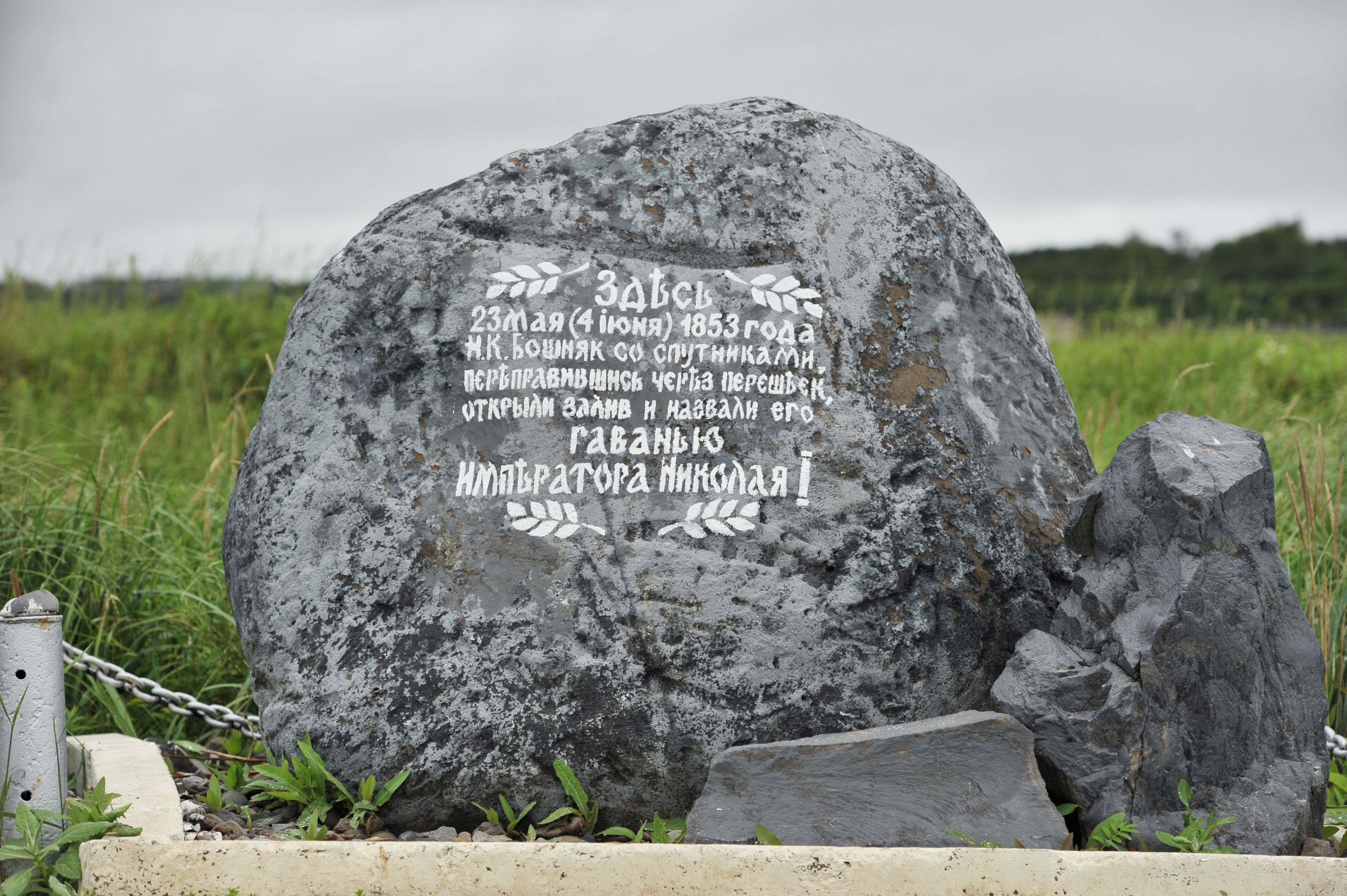
Пам'ятний камінь на честь відкриття затоки Імператорська Гавань (тепер — Совєтська Гавань)

4 жовтня 1939 року, відповідно до Постанови РНК СРСР і наказом Народного комісара ВМФ офіційно була сформована Північна Тихоокеанська флотилія (СТОФ) з головною базою в Совєтській Гавані. Зона відповідальності флотилії — Татарська протока, Охотське море, Північний Сахалін, Чукотка і Камчатка з прилеглими територіями. 8 вересня 1945 року Північна Тихоокеанська флотилія ліквідується. Замість неї формується Сахалінський морський оборонний район, с головною базою в Совгавані. У 1946 році в Завітах Ілліча формується 23-й морський розвідувальний загін («Калита»).
У 1960 році селище Завіти Ілліча виділяється зі складу міста Совєтська Гавань і отримує статус селища міського типу. Незважаючи на те, що в смт на той час практично не було цивільних об'єктів, житлова зона селища залишалася відкритою для іногородніх осіб. У 1990 році 28-ма дивізія підводних човнів скорочена до 60-ї бригади ПЧ, а через два роки урізана до 366-го дивізіону відстою (консервації) ПЧ. У 2007 році 366-й окремий дивізіон консервації підводних човнів розформований.
У XXI столітті від колись великого морського гарнізону залишився 38-й окремий дивізіон кораблів охорони водного району в складі двох малих протичовнових кораблів проекту 1124М (МПК-125 «Совєтська Гавань», МПК-191 «Холмськ») і трьох базових тральщиків проекту 12650. Практично всі будинки «сталінської» споруди, а також кілька відносно свіжих п'ятиповерхових будинків кинуті і перетворені на руїни. Кинуто і зруйновано велику кількість службових будівель в межах селища, а також повністю зруйновані будівлі на півострові Меншикова.

## Населення
Населення — 9162 особи (2010; 9429 у 2002).
| 1970  | 1979    | 1989    | 2000    | 2002  | 2005  | 2006  |
| ----- | ------- | ------- | ------- | ----- | ----- | ----- |
| 9738  | ↗10 258 | ↗13 141 | ↘11 300 | ↘9429 | ↗9630 | ↗9755 |
| 2007  | 2008    | 2009    | 2010    | 2011  | 2012  | 2013  |
| ↗9900 | ↘9810   | ↗9968   | ↘9162   | ↘9144 | ↘9079 | ↘9020 |
| 2014  | 2015    | 2016    | 2017    | 2018  | 2019  | 2020  |
| ↘8846 | ↘8706   | ↘8618   | ↘8527   | ↗8530 | ↘8455 | ↘8403 |

## Господарство
Містоутворюючою організацією селища є військово-морська база (тепер — дивізіон ОВР).